# Marco Negri (pallavolista)
Marco Negri (Mantova, 24 maggio 1955) è un ex pallavolista italiano, di ruolo schiacciatore.

## Carriera

### Club

Negri (in piedi, secondo da sinistra) capitano del Parma campione d'Italia 1982-83

Esordisce in Serie A nella stagione 1972-73 grazie all'ingaggio da parte della Virtus Bologna; nell'annata 1974-75 si accasa al Cesenatico, mentre in quella 1976-77 è al Parma.
Nella stagione 1977-78 passa alla Virtus Sassuolo, dove resta per tre annate, per poi iniziare nel campionato 1980-81 un sodalizio di cinque annate nuovamente col Parma, sempre in Serie A1, con cui vince due Coppe Italia, due scudetti e due Coppe dei Campioni.
Nella stagione 1985-86 firma per il Mantova, in Serie A2, conquistando al termine del campionato successivo la promozione nella massima divisione, che disputa con lo stesso club a partire dall'annata 1987-88; al termine della stagione 1988-89 annuncia il suo ritiro dall'attività agonistica.

### Nazionale
Nel 1975 ottiene le prime convocazioni nella nazionale italiana, partecipando l'anno successivo ai Giochi della XXI Olimpiade; nel 1978 vince la medaglia d'argento al campionato mondiale 1978, mentre nel 1984, anno delle ultime chiamate in nazionale, mette al collo la medaglia di bronzo ai Giochi della XXIII Olimpiade. Nel corso della sua carriera ottiene 222 convocazioni.

## Palmarès

### Club
- Campionato italiano: 2

1981-82, 1982-83
- Coppa Italia: 2

1981-82, 1982-83
- Coppa dei Campioni: 2

1983-84, 1984-85